# Marktkirchhof 15 (Quedlinburg)

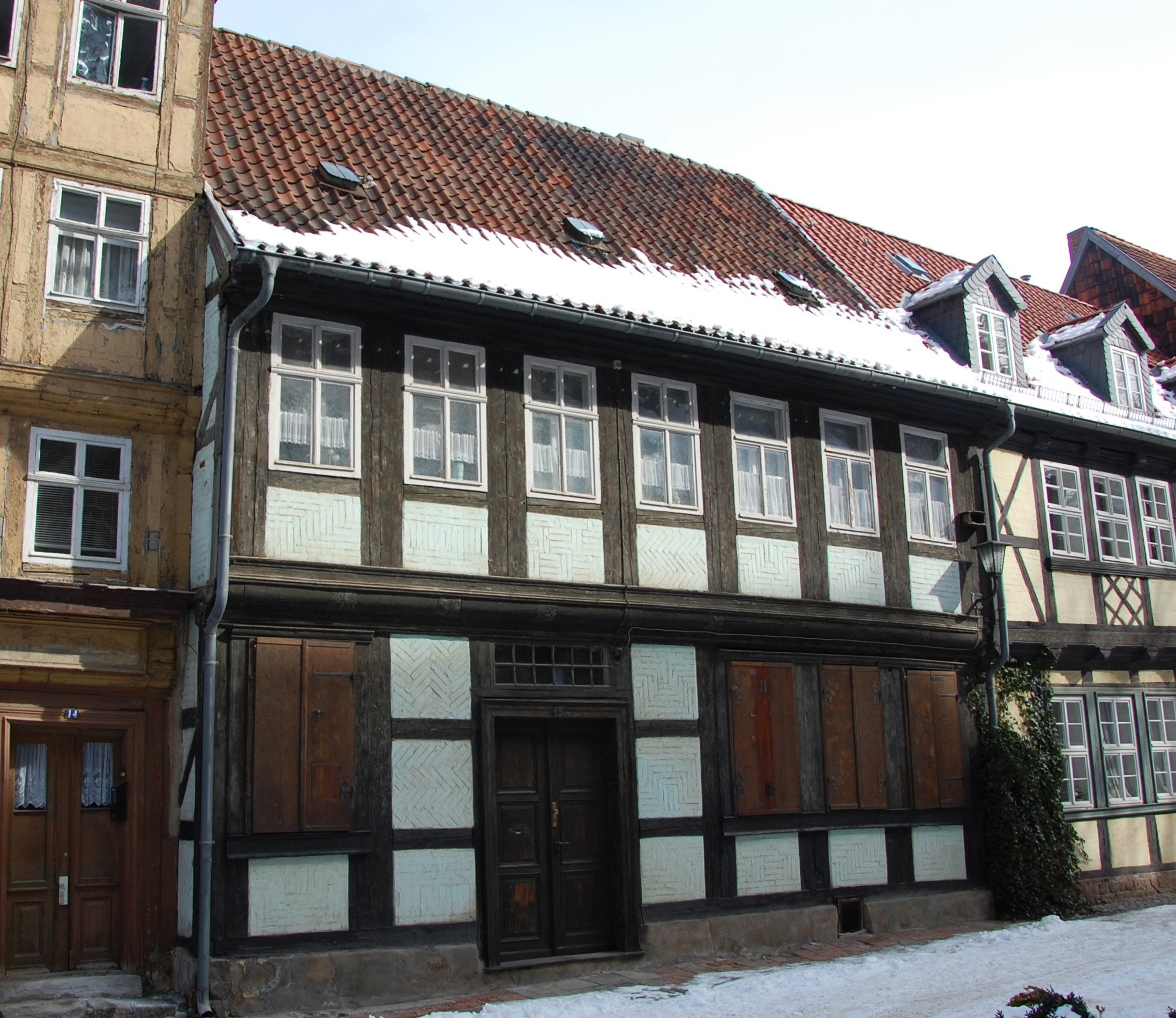
Haus Marktkirchhof 15, Südseite

Das Haus Marktkirchhof 15 ist ein denkmalgeschütztes Gebäude in der Stadt Quedlinburg in Sachsen-Anhalt.

## Lage
Es befindet sich in der historischen Quedlinburger Altstadt, nördlich des Marktplatzes der Stadt. Das im Quedlinburger Denkmalverzeichnis als Wohnhaus eingetragene Gebäude befindet sich an der Nordseite des Marktkirchhofs und gehört zum UNESCO-Weltkulturerbe. Seine südliche Fassade zeigt zum Marktkirchhof, die nördliche zum Kornmarkt. Westlich grenzt das gleichfalls denkmalgeschützte Haus Marktkirchhof 14, östlich das Haus Marktkirchhof 16 an.

## Architektur und Geschichte
Das zweigeschossige Fachwerkhaus entstand in der Zeit des Frühbarock um 1700. Die Gefache des Fachwerks sind mit Zierausmauerungen versehen, die Stockschwelle ist mit einem Gurtprofil verziert.